# Polikàrpov R-Z
El Polikàrpov R-Z era un avió de reconeixement i bombardeig dels anys 30. Versió actualitzada del Polikàrpov R-5 que participà en la Guerra Civil espanyola, la Guerra d'Hivern i la batalla de Khalkhin Gol.

## Disseny i desenvolupament
L'avió fou concebut a la factoria GAZ número 1 (Factoria d'avions estatal número 1) de Moscou amb la intenció de reemplaçar el Polikarpov R-5, aparell que, fins ara, complia les funcions de bombardeig lleuger i reconeixement per a la Força Aèria Soviètica (VVS). El punt de partida per la seua creació fou l'última i més moderna variant del R-5, la coneguda com R-5SSS; es van actualitzar d'aquesta: la cabina, que es feu corredissa; el lloc d'observació, que s'envidrà, i la forma del fuselatge, que s'aprofundí a la fi d'acomodar millor els passatgers. Com a planta motriu fou adaptat el motor M-34 de 611 kW (820 cv).
El primer vol es completà l'any 1935 sent ràpidament acceptat per la VVS enfront del competidor directe Kochyerigin LR (també derivat del R-5). Quan la producció parà l'any 1937, s'havien completat 1.031 aparells.

## Història operacional
Poc després de ser acceptat per la VVS també o fou per Aeroflot.
Participà en la Guerra civil espanyola com a part de l'ajut que la Unió Soviètica proporcionà al bàndol republicà, els pilots li donaren el malnom "Nataxa" i, en general, apreciaren tant la seua disponibilitat com les seues prestacions aèries mentre sobrevolaven el front en formacions compactes. Aquestes els permetien defendre's mútuament amb les metralladores de foc ràpid ShKAS mentre soltaven els 400 kg d'explosius, normalment en bombes de 50 kg. Només 36 aparells eren operatives quan acabà la guerra l'abril de 1939. Alguns aconseguiren fugir a Algèria i els altres foren emprats en la defensa del Protectorat.
La Unió Soviètica posicionà molts aparells d'aquest tipus al front oriental, intervenint en moltes batalles contra els japonesos com ara Khalkhin Gol en 1939. Altres aeronaus es destinaren a Carèlia durant la Guerra d'Hivern. Malgrat la seva obsolescència, encara equipava algunes unitats quan s'inicià l'Operació Barbarroja, la invasió alemanya de l'URSS l'any 1941 sent ràpidament reemplaçat pel més modern IL-2 Shturmovik.

## Variants

### R-Z
Versió de producció amb motor M-34N.

### R-ZSh
Equipat amb quatre metralladores ShKAS, estava dissenyat amb l'objectiu d'atacar unitats terrestres (Shturmovik en rus)

### P-Z
Versió civil amb capacitat de dur dos passatgers, molt exitosa i equipada amb un motor M-34NB.

### PT
Prototip d'un P-Z amb més capacitat de càrrega. No tingué èxit.

### R-ZR
Versió monoplaça construïda per competir en proves de rendiment arribant als 11.000 metres d'altura durant el 8 de maig de 1937. 1 unitat.

## Especificacions (R-Z)

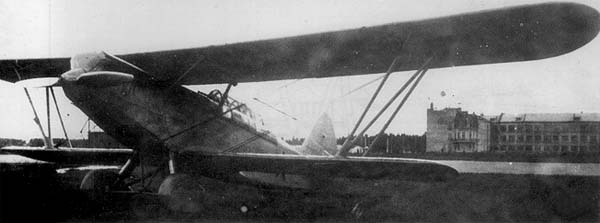
R-Z aterrat.

### Generals
- Tripulació: 2.
- Longitud: 9,72 m.
- Amplària: 15,45 m.
- Altura: 3,60 m.
- Superfície alar: 42,5 m².
- Pes buit: 2.007 kg.
- Pes màxim: 3.150 kg.
- Planta motriu: 1 motor en línia Mikulin M-34 amb refrigeració líquida de 611 kW (820 cv).

### Rendiment
- Velocitat màxima: 316 km/h a 3.500 m.
- Rang: 1.000 km.
- Sostre: 8.700 m.
- Càrrega alar: 74,1 kg/m².
- Potència/pes: 0,19 kW/kg.
- Ascens a 3.000 m: 6,6 min.

### Armament
- Armes: 1 metralladora PV-1 de foc davanter i una ShKAS defensiva.
- Bombes: 400 kg de bombes.